# Panneau d'indication d'une voie de détresse en France
Le panneau d'indication d'une voie de détresse est, en France, un panneau de signalisation carré à fond bleu, bordé d’un listel blanc, portant en son centre un pictogramme de couleur blanche représentant la voie principale en courbe et une voie rectiligne à l'extrémité de laquelle figure un rectangle à damiers rouges et blancs. Il indique à l’usager de la route la présence d'une voie de détresse à droite, pour le panneau C26a, et à gauche pour le panneau C26b.

## Histoire

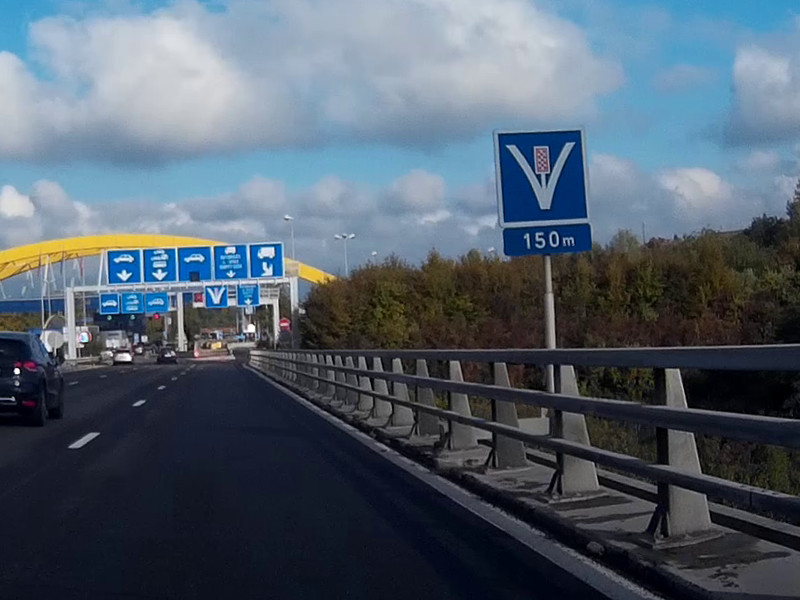
Panneau C26c mélangeant C26a et C26b, à l'extrémité nord de l'A41

Les panneaux C26a et C26b ont été créés en 1986.
Cependant il existait un panneau C26c (diagramme de la voie de détresse), ce signal a été supprimé par l’arrêté du 31 juillet 2002.

## Usage

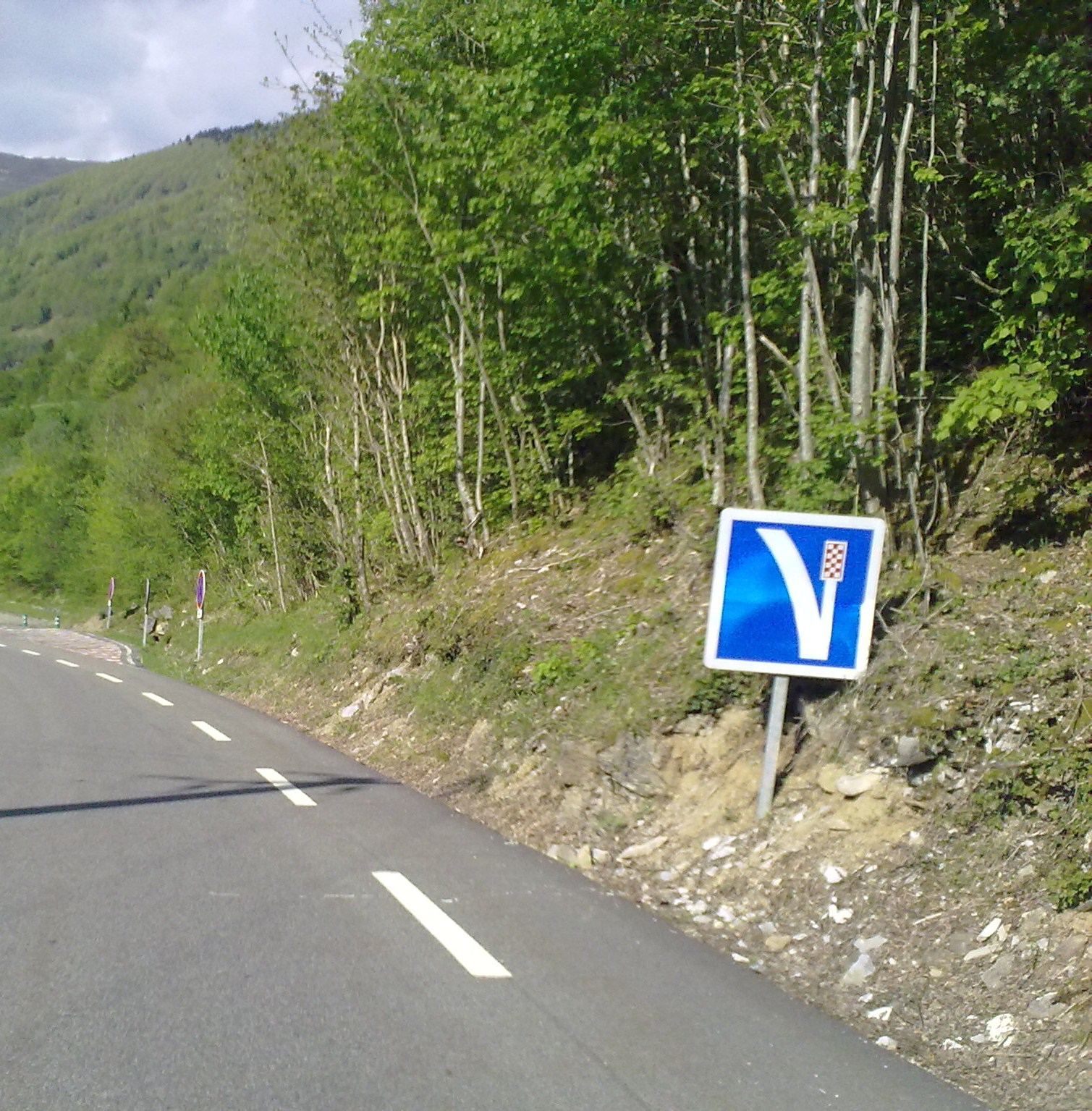
Panneau C26a sur la E7 en vallée d'Aspe

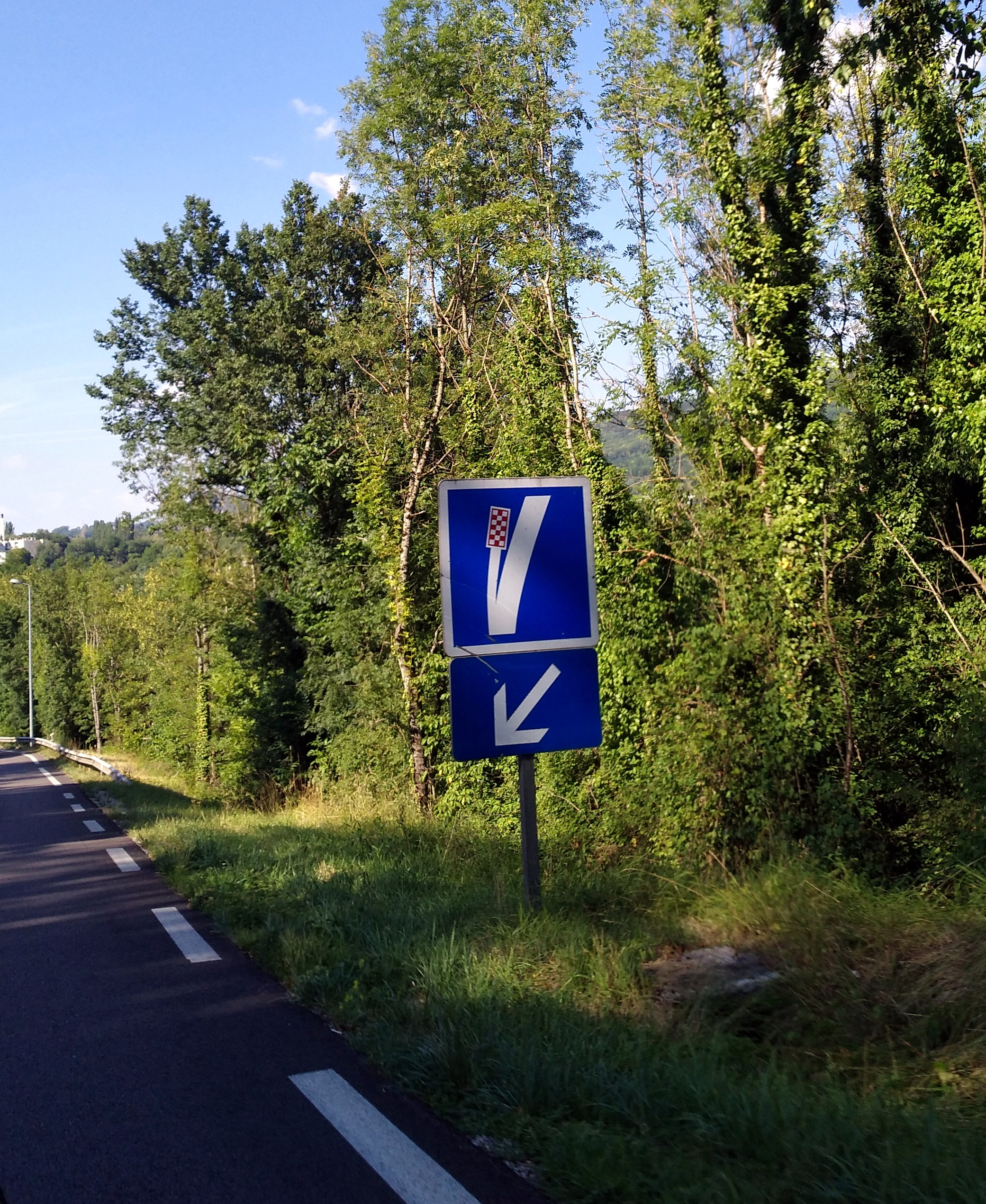
Panneau C26b à Montaigu dans le Jura.

La signalisation des voies de détresse est obligatoire. Ces deux panneaux C26a ou C26b doivent être implantés en signalisation de position, complétés par un panonceau M3. En présignalisation, ils doivent être complétés par un panonceau M1.
En outre, au début de la séquence de signalisation, il peut être complété par un panonceau M9z, comportant en plusieurs langues l'inscription « VOIE DE DÉTRESSE ».
Le marquage est réalisé conformément à l’article 118-10 de la 7e partie. L’arrêt et le stationnement doivent être interdits sur la voie de détresse.

## Caractéristiques
Il existe sept gammes de dimensions pour les panneaux d'indication C26, de forme carrée, contrairement aux autres familles de panneaux triangulaires, ronds ou le STOP qui en comprennent cinq. Les deux dimensions complémentaires sont les dimensions dites « supérieure » (1 200 mm de côté nominal) et « exceptionnelle » (1 500 mm de côté nominal).

## Implantation

### Distance latérale
Sauf contrainte de site, la distance entre l'aplomb de l'extrémité du panneau situé du côté de la chaussée et la rive voisine de cette extrémité ne doit pas être inférieure à 0,70 m.
En rase campagne, les panneaux sont placés en dehors de la zone située en bord de chaussée et traitée de telle façon que les usagers puissent y engager une manœuvre de redirection ou de freinage dite « zone de récupération », ou leur support au minimum à 2 m du bord voisin de la chaussée, à moins que des circonstances particulières s'y opposent (accotements étroits, présence d'une plantation, d'une piste cyclable, d'une voie ferrée, etc.).

### Hauteur au-dessus du sol
En rase campagne, la hauteur réglementaire est fixée en principe à 1 m (si plusieurs panneaux sont placés sur le même support, cette hauteur est celle du panneau inférieur), hauteur assurant généralement la meilleure visibilité des panneaux frappés par les feux des véhicules. Elle peut être modifiée compte tenu des circonstances locales soit pour assurer une meilleure visibilité des panneaux, soit pour éviter qu'ils masquent la circulation .

### Position de la face
Le plan de face avant d'un panneau implanté sur accotement ou trottoir doit être légèrement incliné de 3 à 5° vers l'extérieur de la route afin d'éviter le phénomène de réflexion spéculaire qui peut, de nuit, rendre le panneau illisible pendant quelques secondes.

## Visibilité de nuit
Les panneaux et panonceaux de signalisation doivent être visibles et garder le même aspect de nuit comme de jour. Les signaux de danger sont tous rétroréfléchissants ou éventuellement dans certaines conditions définies ci-dessous, éclairés.
Les revêtements rétroréfléchissants doivent avoir fait l'objet, soit d'une homologation, soit d'une autorisation d'emploi à titre expérimental. La rétroréflectorisation porte sur toute la surface des panneaux et panonceaux à l'exception des parties noires ou grises.